# جان آیرلند
جان آیرلند (به انگلیسی: John Ireland) هنرپیشهٔ اهل کانادا است که نخستین بار در فیلم گامی در آفتاب (۱۹۴۶) به ایفای نقش پرداخت. او نامزد بازیگر نقش مکمل مرد برای فیلم همه مردان شاه (۱۹۴۹) بود.

## گزیده فیلمشناسی
از فیلم‌ها یا برنامه‌های تلویزیونی که وی در آن نقش داشته است می‌توان به آثار زیر اشاره کرد.
- راهپیمایی آفتابی (۱۹۴۵)
- کلمنتاین عزیزم (۱۹۴۶)
- رودخانه سرخ (۱۹۴۸)
- ژاندارک (۱۹۴۸)
- تمام مردان شاه (۱۹۴۹)
- شال (۱۹۵۱)
- سریع و خشمگین (۱۹۵۵)
- هفت‌تیرکش (۱۹۵۶)
- جدال در اوکی کرال (۱۹۵۷)
- دختر مهمانی (۱۹۵۸)
- اسپارتاکوس (۱۹۶۰)
- ۵۵ روز در پکن (۱۹۶۳)
- سقوط امپراتوری روم (۱۹۶۴)
- زنان سیری‌ناپذیر (۱۹۶۹)
- ماجراجویان (۱۹۷۰)
- شبح هالیوود (۱۹۷۴)
- بدرود خوشگل من (۱۹۷۵)
- سالن کیتی (۱۹۷۶)
- شاید فردایی در کار نباشد (۱۹۷۸)